# Joan Martorell
Joan Martorell i Montells (Barcellona, 1833 – Barcellona, 5 luglio 1906) è stato un architetto spagnolo.

## Biografia

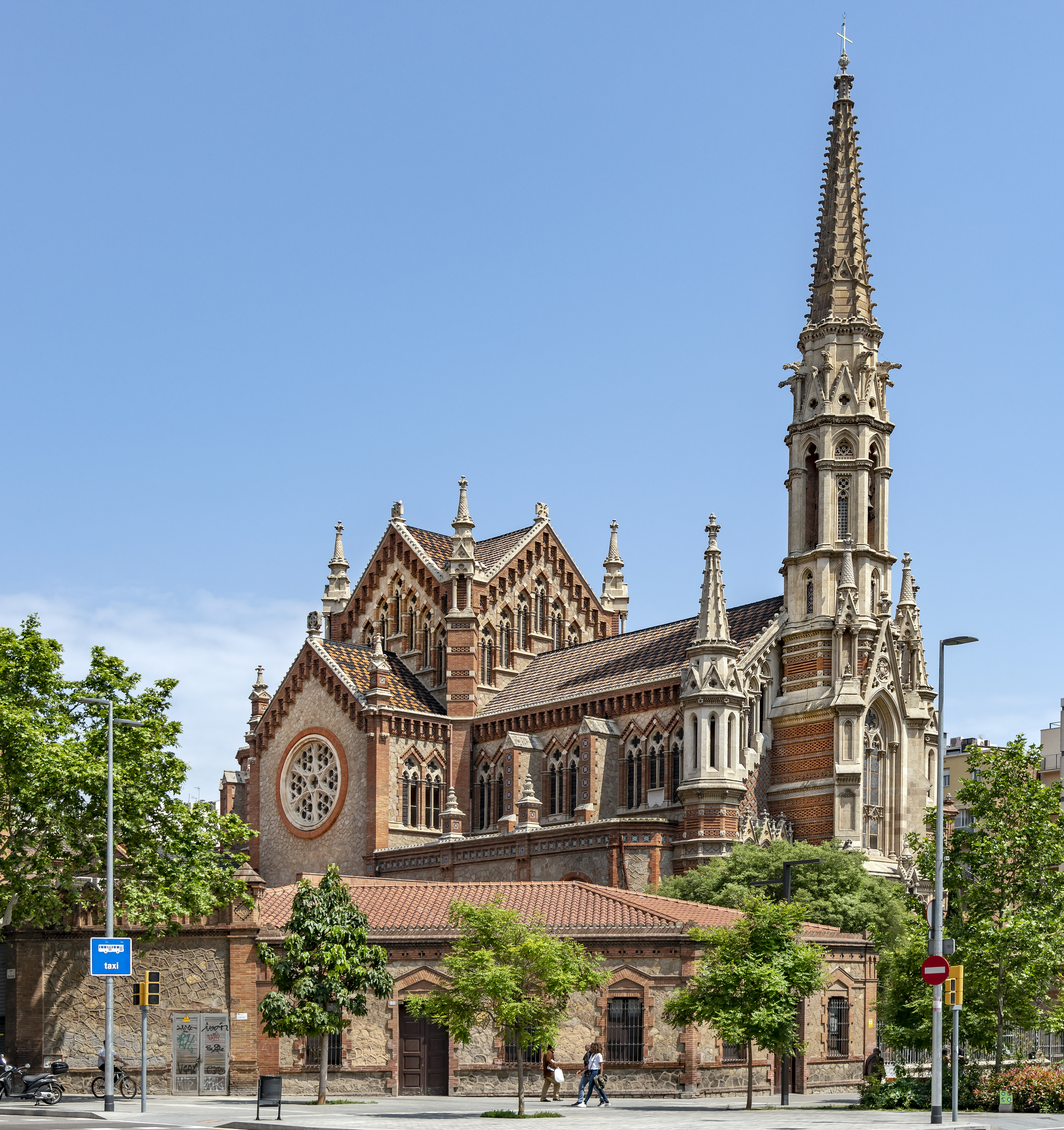
Chiesa di San Francesco di Sales (Barcellona)

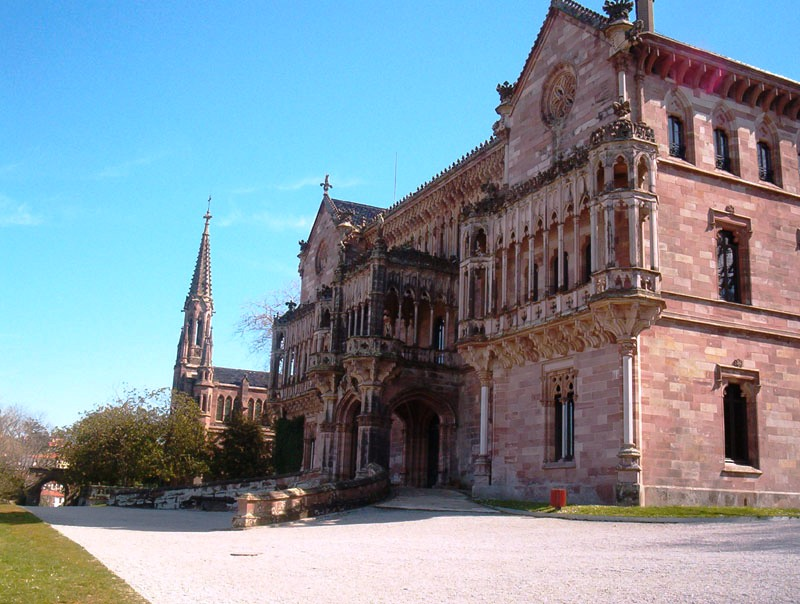
Palacio de Sobrellano, Comillas

Diplomatosi nel 1876, sviluppò la sua opera nello stile neogotico, in voga in quel periodo anche per l'influenza di Viollet-le-Duc.
Fu uno degli ispiratori del Cercle Artístic de Sant Lluc oltre che fondatore e primo presidente del Círculo Barcelonés de Obreros, noto anche come Círculo Barcelonés de San José Obrero.
Martorell fu uno dei maestri di Antoni Gaudí, che utilizzò in diverse occasioni come disegnatore, e che, nella sua qualità di architetto di Josep Maria Bocabella, promotore della chiesa della Sagrada Família, raccomandò, nel 1883, per la progettazione della Sagrada Familia stessa.
Martorell svolse la maggior parte della sua attività professionale a Barcellona, lavorando, particolarmente, per il convento de las Adoratrices (1874), il convento de las Salesas (1885), la ricostruzione di Montsió (1888), la restaurazione del monastero di Pedralbes (1897), il monumento a Joan Güell de la Societat de Crèdit Mercantil (1900), la casa del marchese de Robert (1900), il collegio dei gesuiti di Sarrià. Nel 1882 realizzò un progetto per la facciata della cattedrale di Barcelona, che tuttavia non fu approvato.
Fuori Barcellona, costruì la chiesa parrocchiale di Portbou, la chiesa di Sant Esteve de Castellar, il Palacio de Sobrellano di Comillas (1878) e il progetto del convento di Villaricos ad Almería (1882), in collaborazione con Gaudí.